# Xinge
Xinge é uma vila e comuna angolana que se localiza na província de Lunda Norte, pertencente ao município de Capenda Camulemba.